# Skylab 4
Skylab 4 (también llamado SL-4 o SLM-3) fue la tercera y última misión tripulada con destino a Skylab, la primera estación espacial estadounidense. La misión Skylab 4 comenzó el 19 de noviembre de 1973 con el lanzamiento de tres astronautas a bordo de una nave Apolo desde un cohete Saturno IB y tuvo una duración de 84 días, 1 hora y 16 minutos. Se realizaron varios experimentos, relacionados con temas como estudios médicos, observaciones solares, recursos de la Tierra y observaciones del cometa Kohoutek, entre otros.
Las misiones tripuladas Skylab fueron oficialmente llamadas Skylab 2, Skylab 3 y Skylab 4, siendo Skylab 1 el nombre de la propia estación espacial. Sin embargo un error de comunicación provocó que los emblemas de las misiones tuvieran la numeración Skylab I, Skylab II, y Skylab 3 respectivamente.

## Tripulación
| Función           | Astronauta                                        |                                                   |
| ----------------- | ------------------------------------------------- | ------------------------------------------------- |
| Comandante        | Gerald Carr, NASA primer y único vuelo espacial   | Gerald Carr, NASA primer y único vuelo espacial   |
| Piloto            | William Pogue, NASA primer y único vuelo espacial | William Pogue, NASA primer y único vuelo espacial |
| Piloto científico | Edward Gibson, NASA primer y único vuelo espacial | Edward Gibson, NASA primer y único vuelo espacial |

### Tripulación de reserva
| Función           | Astronauta     |                |
| ----------------- | -------------- | -------------- |
| Comandante        | Vance Brand    | Vance Brand    |
| Piloto            | Don Lind       | Don Lind       |
| Piloto científico | William Lenoir | William Lenoir |

### Tripulación de apoyo
- Robert L. Crippen
- Richard H. Truly
- Henry W. Hartsfield, Jr
- William E. Thornton

## Parámetros de la misión

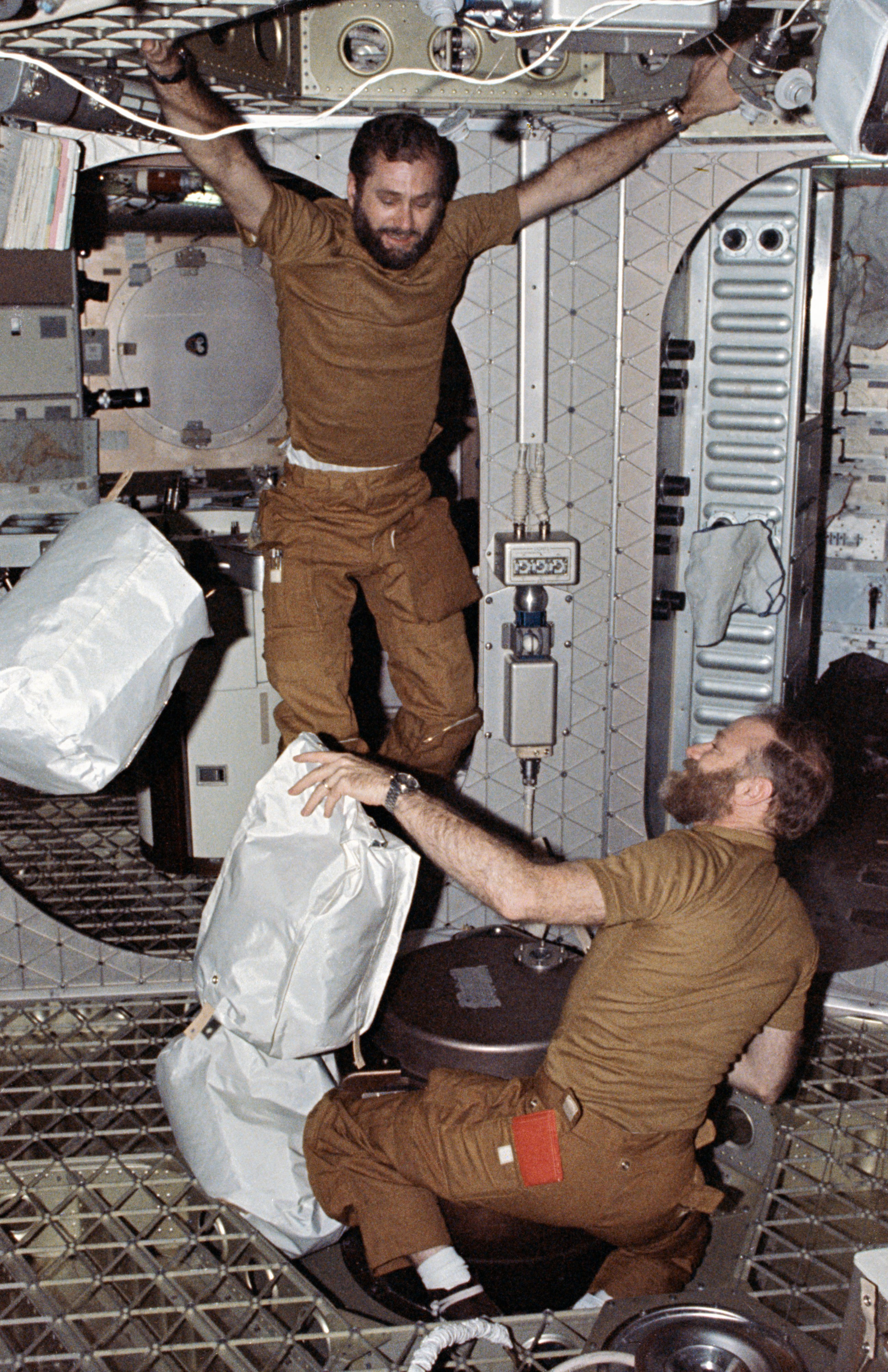
William Pogue y Gerald Carr, miembros de la tripulación a bordo

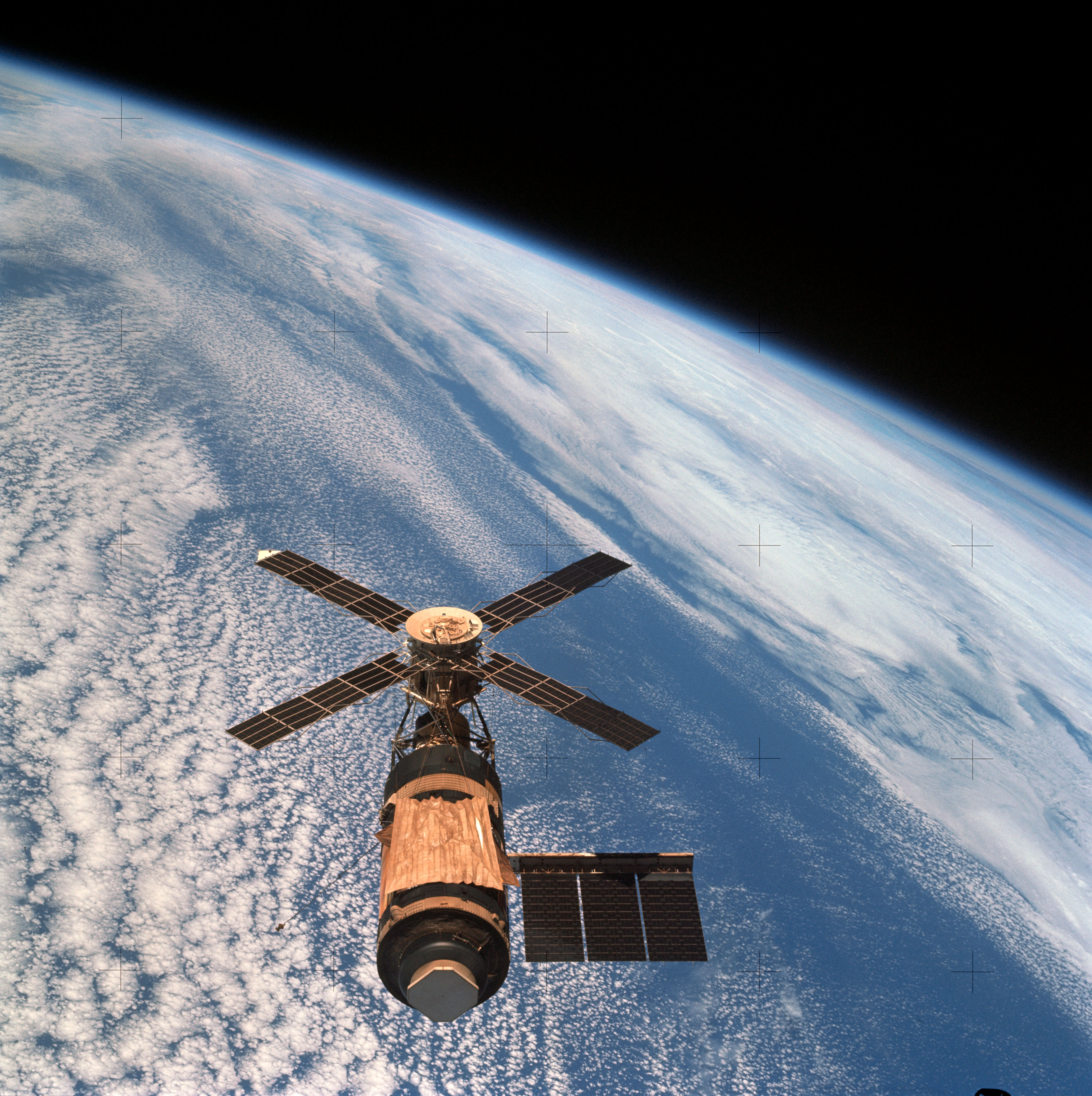
La estación espacial Skylab, vista durante la partida de la misión Skylab 4

- Masa : 20 847 kg
- Altitud máxima : 440 km
- Distancia :   55 500 000 km
- Lanzador : Saturn IB

- Perihelio : 422 km
- Apogeo : 437 km
- Inclinación : 50°
- Periodo : 93,11 min

### Actividad extravehicular
- Gibson y Pogue – EVA 1
  - EVA 1 Comienzo : 22 de noviembre de 1973, 17:42 UTC
  - EVA 1 Final : 23 de noviembre 00:15 UTC
  - Duración : 6 horas, 33 minutos

- Carr y Pogue – EVA 2
  - EVA 2 Comienzo : 25 de diciembre de 1973, 16:00 UTC
  - EVA 2 Final : 25 de diciembre 23:01 UTC
  - Duración: 1 hora, 1 minuto

- Carr y Gibson – EVA 3
  - EVA 3 Comienzo : 29 de diciembre de 1973, 17:00 UTC
  - EVA 3 Final : 29 de diciembre de 1973, 20:29 UTC
  - Duración : 3 horas, 29 minutos

- Carr y Gibson – EVA 4
  - EVA 3 Comienzo : 3 de febrero de 1974, 15:19 UTC
  - EVA 3 Final : 3 de febrero de 1974 20:38 UTC
  - Duración : 5 horas, 19 minutos

## Desarrollo de la misión
La tripulación de astronautas novatos llegó a bordo del Skylab y descubrió que tenían compañía: tres figuras vestidas con trajes de vuelo. Tras una inspección más cercana, encontraron que sus compañeros eran tres muñecos, completos con los emblemas de la misión Skylab 4 y las etiquetas con los nombres que Alan Bean, Jack Lousma y Owen Garriott habían dejado allí al final de Skylab 3.
La situación comenzó a empeorar cuando la tripulación intentó ocultar un comienzo de mal del espacio de Pogue a los cirujanos de vuelo, un hecho descubierto por los controladores de la misión después de descargar las grabaciones de voz a bordo. El jefe de la oficina de astronautas, Alan B. Shepard, los reprendió por esta omisión y dijo que "habían cometido un error de juicio bastante grave".
La tripulación tuvo problemas para adaptarse al mismo nivel de carga de trabajo que sus predecesores al activar el taller. La tarea inicial de la tripulación de descargar y almacenar los miles de artículos necesarios para su larga misión también resultó abrumadora. El cronograma para la secuencia de activación dictaba largos períodos de trabajo con una gran variedad de tareas a realizar, y la tripulación pronto se encontró cansada y atrasada.
Siete días después de su misión, se desarrolló un problema en el sistema de control de actitud giroscópico del Skylab, que amenazaba con poner fin a la misión antes de tiempo. El Skylab dependía de tres grandes giroscopios, dimensionados para que dos de ellos pudieran proporcionar suficiente control y maniobrar el Skylab como se deseara. El tercero actuaba como respaldo en caso de falla de uno de los otros. La falla del giroscopio se atribuyó a una lubricación insuficiente. Más adelante en la misión, un segundo giroscopio mostró problemas similares, pero los procedimientos especiales de control de temperatura y reducción de carga mantuvieron el segundo en funcionamiento y no ocurrieron más problemas.
El Día de Acción de Gracias, Gibson y Pogue realizaron una caminata espacial de 6 horas y media. La primera parte de su caminata espacial se dedicó a implementar experimentos y reemplazar películas en el observatorio solar. El resto del tiempo se utilizó para reparar una antena que no funcionaba bien. La tripulación informó que la comida era buena, pero un poco sosa. La cantidad y el tipo de alimentos que consumían estaban estrictamente controlados debido a su estricta dieta. Aunque la tripulación hubiera preferido usar más condimentos para realzar el sabor de la comida, y la cantidad de sal que podían usar estaba restringida con fines médicos, para la tercera misión, la cocina de la NASA había aumentado la disponibilidad de condimentos, y la sal y pimienta estaban en soluciones líquidas (la sal y la pimienta granulares traídas a bordo por la segunda tripulación eran poco más que "contaminación aérea").
El 13 de diciembre, la tripulación avistó el cometa Kohoutek y enfocó el observatorio solar y las cámaras portátiles hacia él. Recolectaron espectros usando el Far Ultraviolet Camera/Spectrograph. Continuaron fotografiándolo mientras se acercaba al Sol. El 30 de diciembre, cuando salió de detrás del Sol, Carr y Gibson lo vieron mientras realizaban una caminata espacial.
A medida que avanzaba el trabajo de Skylab, los astronautas se quejaron de que los presionaban demasiado y los controladores de tierra se quejaron de que no estaban haciendo suficiente trabajo. La NASA determinó que los principales factores que contribuyeron fueron una gran cantidad de nuevas tareas agregadas poco antes del lanzamiento con poca o ninguna capacitación, y búsquedas de equipos fuera de lugar en la estación. Hubo una conferencia de radio para ventilar las frustraciones lo que llevó a que se modificara el cronograma de la carga de trabajo y, al final de su misión, la tripulación había completado aún más trabajo del planeado originalmente.

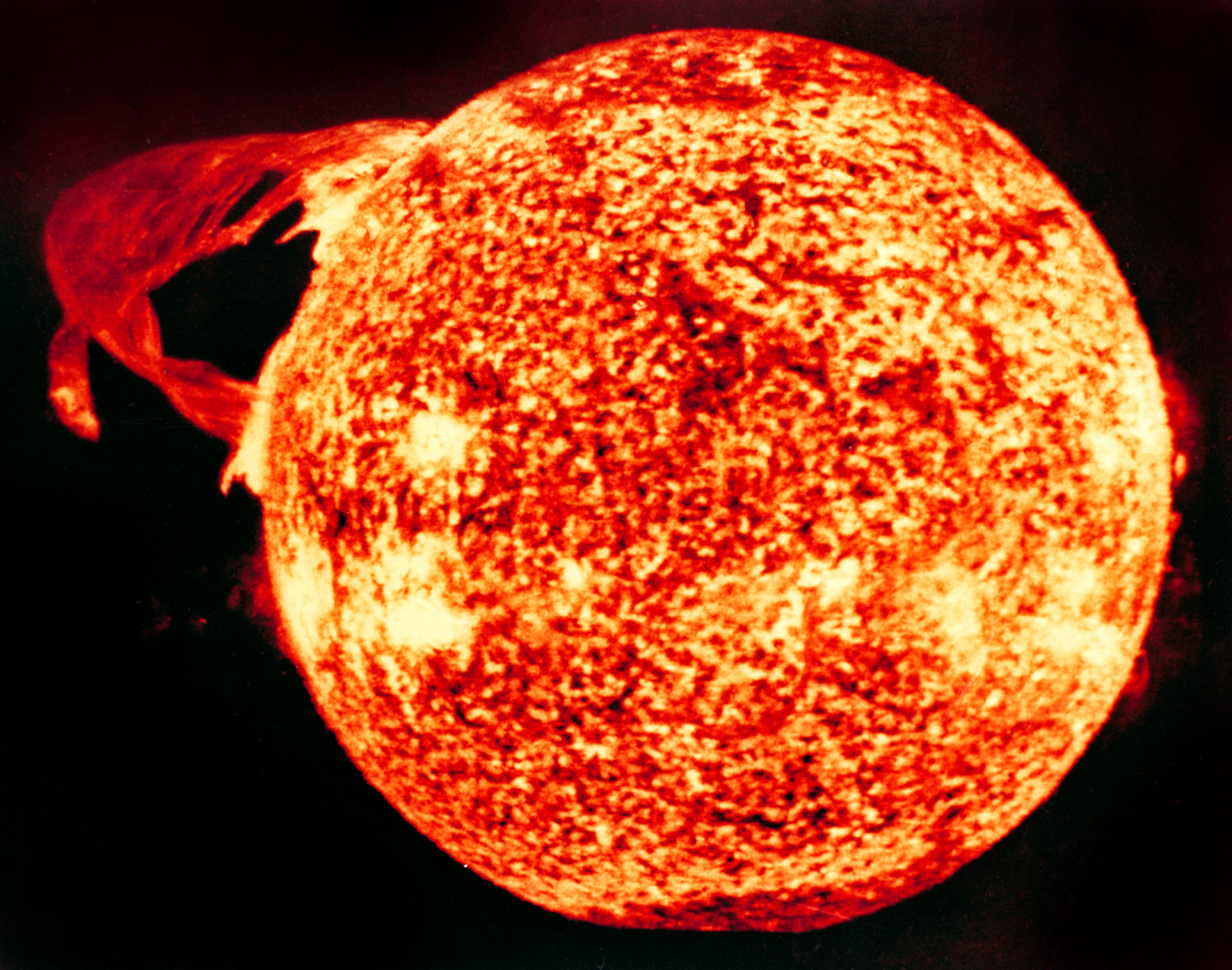
Erupción solar fotografiada por el telescopio ATM

El Skylab 4 se destacó por varias contribuciones científicas importantes. La tripulación pasó muchas horas estudiando la Tierra. Carr y Pogue tripularon los controles alternativamente, operando los dispositivos de detección que midieron y fotografiaron características específicas en la superficie de la Tierra. Gibson y el resto de la tripulación realizaron observaciones solares y registraron unas 75.000 nuevas imágenes telescópicas del Sol. Las imágenes fueron tomadas tanto en rayos X, rayos ultravioletas y en ciertas partes del espectro visible.
A medida que se acercaba el final de su misión, Gibson continuó observando la superficie solar. El 21 de enero de 1974, una región activa en la superficie del Sol formó un punto brillante que se intensificó y creció. Gibson rápidamente comenzó a filmar la secuencia cuando estalló el punto brillante. Esta película fue la primera grabación desde el espacio del nacimiento de una llamarada solar.
La tripulación también fotografió la Tierra desde la órbita. A pesar de las instrucciones de no hacerlo, la tripulación (quizás sin darse cuenta) fotografió el Área 51, lo que provocó una disputa menor entre varias agencias gubernamentales sobre si las fotografías que muestran esta instalación secreta deberían publicarse. Al final, la imagen se publicó junto con todas las demás en el archivo de imágenes Skylab de la NASA, pero pasó desapercibida durante años.
Los astronautas del Skylab 4 completaron 1.214 órbitas terrestres y cuatro EVAs por un total de 22 horas y 13 minutos. Viajaron 55.500.000 km en 84 días, 1 hora y 16 minutos en el espacio. El Skylab 4 fue la última misión de Skylab, la estación cayó de la órbita en 1979.
Los tres astronautas se unieron a la NASA a mediados de la década de 1960, durante el programa Apolo, y Pogue y Carr se convirtieron en parte de la probable tripulación del cancelado Apolo 19. Finalmente, ninguno de los miembros de la tripulación del Skylab 4 volvió a volar al espacio, ya que ninguno de los tres había sido seleccionado para el programa Apollo-Soyuz y todos se retiraron de la NASA antes del primer lanzamiento del transbordador espacial. Gibson, que se había formado como científico-astronauta, renunció a la NASA en diciembre de 1974 para investigar los datos de física solar del Skylab, como científico sénior de The Aerospace Corporation de Los Ángeles, California.

## Interrupción de las comunicaciones
Se produjo una interrupción de comunicaciones no planificada durante la misión Skylab 4: su tripulación no se comunicó con el control de la misión durante la parte de una órbita durante la cual Skylab tenía línea de visión con sus estaciones de seguimiento. Antes del punto medio de la misión, la tripulación del Skylab 4 había comenzado a fatigarse y atrasarse en el trabajo. Para ponerse al día, decidieron que solo un miembro de la tripulación debía estar presente para la sesión informativa diaria en lugar de los tres, lo que permitía que los otros dos completaran las tareas en curso. En un momento, según Carr y Gibson, la tripulación se olvidó de encender sus radios para la sesión informativa diaria, lo que provocó una falta de comunicación entre la tripulación y el control de tierra durante el período de disponibilidad de comunicaciones de esa órbita. Para el siguiente período planificado, la tripulación había recuperado el contacto por radio con el control de tierra. Tanto Carr como Gibson afirmaron que este evento contribuyó parcialmente a una discusión el 30 de diciembre de 1973, en la que la tripulación y el comunicador de la cápsula de control terrestre Richard H. Truly revisaron el horario de los astronautas a la luz de su fatiga. Carr llamó a esta reunión "la primera sesión de sensibilidad en el espacio". La NASA acordó asignar a la tripulación un horario más relajado y la productividad para la misión restante aumentó significativamente, superando la de la misión Skylab 3 anterior.

### Consecuencias
Si bien la falta de comunicaciones no fue intencional, la NASA aún dedicó tiempo a estudiar sus causas y efectos para evitar su reaparición en futuras misiones.
En ese momento, la tripulación del Skylab 3 había pasado seis semanas en el espacio. Se desconocía qué había sucedido psicológicamente. La NASA trabajó cuidadosamente con las solicitudes de la tripulación, reduciendo su carga de trabajo durante las próximas seis semanas. El incidente llevó a la NASA a un ámbito desconocido de preocupación en la selección de astronautas, que sigue siendo una pregunta mientras la humanidad considera misiones humanas a Marte o de regreso a la Luna. Entre los factores que complicaron la situación estaba la interacción entre la gerencia y los subordinados. En Skylab 4, un problema fue que la tripulación se vio presionada aún más a medida que se retrasaba en su carga de trabajo, lo que generó un nivel de estrés cada vez mayor. Aunque ninguno de los astronautas regresó al espacio, solo hubo un vuelo espacial más de la NASA en la década y el Skylab fue la primera y última estación espacial estadounidense. La NASA estaba planeando estaciones espaciales más grandes, pero su presupuesto se redujo considerablemente después de los alunizajes, y el taller orbital Skylab fue la única ejecución importante de los proyectos de Apollo Applications Program.
Aunque la misión final de Skylab se hizo conocida por el incidente, también fue conocida por la gran cantidad de trabajo que se llevó a cabo en la larga misión. Skylab estuvo en órbita durante seis años más antes de que su órbita finalmente decayera en 1979 debido a la actividad solar que fue más alta de lo esperado. El siguiente vuelo espacial de EE. UU. fue el proyecto de Apollo-Soyuz realizado en julio de 1975, y después de una brecha en los vuelos espaciales tripulados, el primer vuelo orbital del transbordador espacial STS-1 en abril de 1981.
El evento, sobre el que bromearon los astronautas involucrados, ha sido ampliamente estudiado como un caso de estudio en varios campos de actividad, incluida la medicina espacial, la gestión de equipos y la psicología. Las horas-hombre en el espacio fueron, y continuaron siendo en el siglo XXI, una empresa costosa; un solo día en Skylab valía alrededor de $ 22,4 millones en dólares de 2017 y, por lo tanto, cualquier interrupción del trabajo se consideró inapropiada debido al gasto. Según Space Safety Magazine, el incidente afectó la planificación de futuras misiones espaciales, especialmente misiones a largo plazo.
Los eventos descritos se consideraron un ejemplo significativo del síndrome de "nosotros contra ellos" en la medicina espacial. La psicología de la tripulación ha sido un punto de estudio para las misiones análogas a Marte como Mars-500, con un enfoque particular en el comportamiento de la tripulación que provoca el fracaso de la misión u otros problemas. Uno de los impactos del incidente es el requisito de que al menos un miembro de la tripulación de la Estación Espacial Internacional sea un veterano espacial.
La estadía de 84 días de la misión Skylab 4 fue un récord de vuelo espacial humano que no fue superado durante más de dos décadas por un astronauta de la NASA. La misión soviética Salyut 6 EO-1 de 96 días rompió el récord de Skylab 4 en 1978.

### Leyenda urbana de huelga o motín
La falla de comunicaciones fue tratada por los medios como un acto deliberado y se conoció como la huelga de Skylab o el motín de Skylab. Uno de los primeros relatos que informaron que se había producido una huelga a bordo del Skylab fue publicado en The New Yorker el 22 de agosto de 1976 por Henry S. F. Cooper Jr., quien afirmó que supuestamente la tripulación había dejado de trabajar el 28 de diciembre de 1973. Cooper también publicó afirmaciones similares en su libro A House in Space ese mismo año. La Escuela de Negocios de Harvard publicó un informe de 1980, "Huelga en el espacio", también afirmando que los astronautas se habían declarado en huelga, pero sin citar ninguna fuente. Posteriormente, suficientes medios dieron peso a la idea popular de que hubo una huelga en Skylab el 28 de diciembre de 1973 para asegurar que se estableciera la narrativa.
La NASA, los astronautas involucrados y los historiadores de vuelos espaciales han confirmado que no ocurrió ninguna huelga. La NASA ha sugerido que los eventos del 28 de diciembre pueden haberse confundido con un día libre que se le dio a la tripulación el 26 de diciembre luego de que Carr y Pogue completaran una larga caminata espacial el día anterior. La NASA agregó que también puede haber habido confusión con una falla conocida del equipo terrestre el 25 de diciembre; esto los dejó incapaces de rastrear Skylab durante una órbita, pero la tripulación fue notificada de este problema con anticipación. Tanto Carr como Gibson han afirmado que fue una serie de errores de juicio y no la intención de la tripulación lo que les hizo perderse la sesión informativa. El autor de la historia de vuelos espaciales David Hitt también cuestionó que la tripulación terminó deliberadamente el contacto con el control de la misión, en un libro escrito con los ex astronautas Owen Garriott y Joseph P. Kerwin.
A pesar de estos informes, la noción de una acción deliberada persiste en los medios.

## Localización del módulo

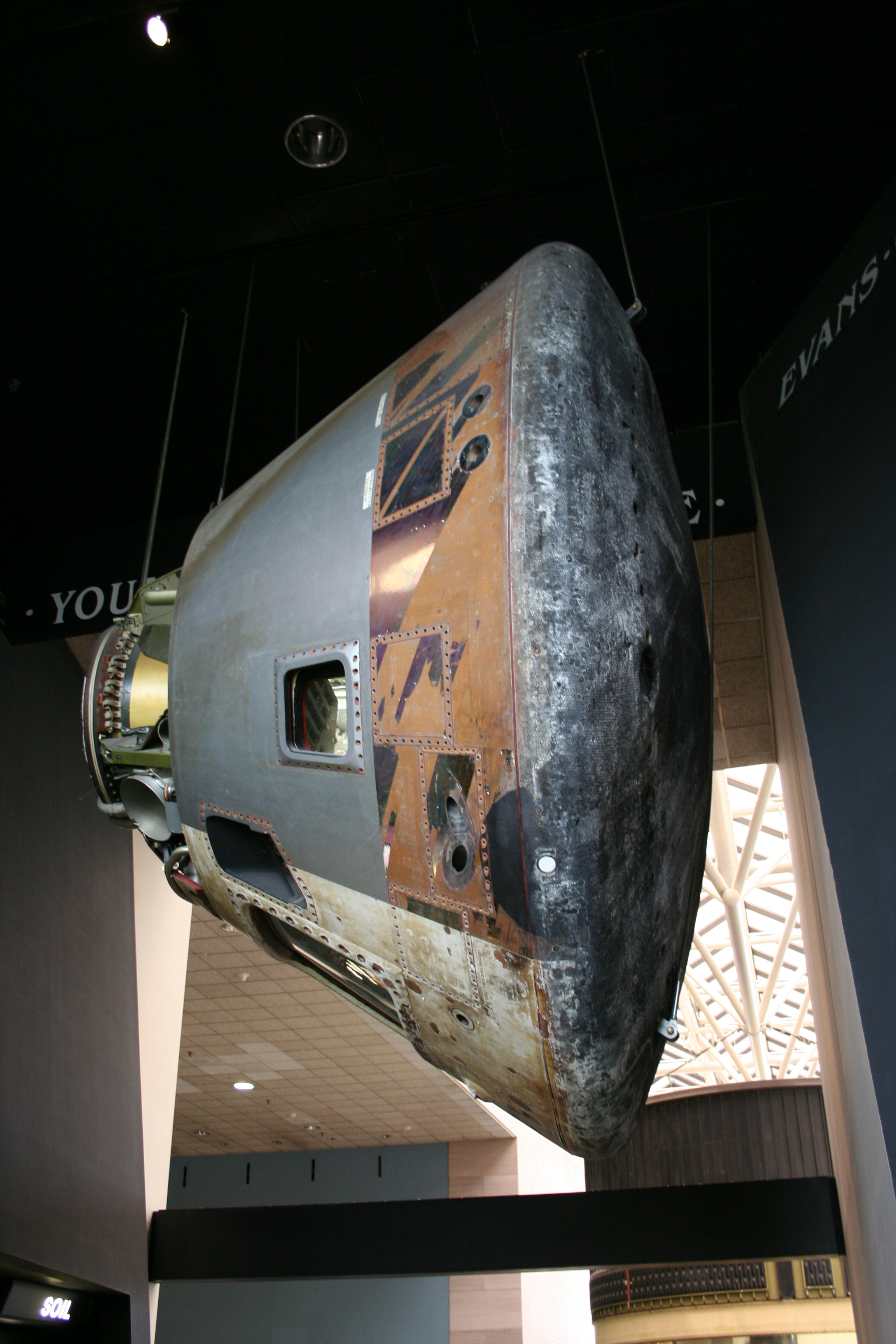
Módulo de comando Skylab 4 en el Museo Nacional del Aire y el Espacio de Estados Unidos del Instituto Smithsoniano

El módulo de comando del Skylab 4 está expuesto en el Museo Nacional del Aire y el Espacio de Estados Unidos en Washington D. C.

## Insignia de la misión

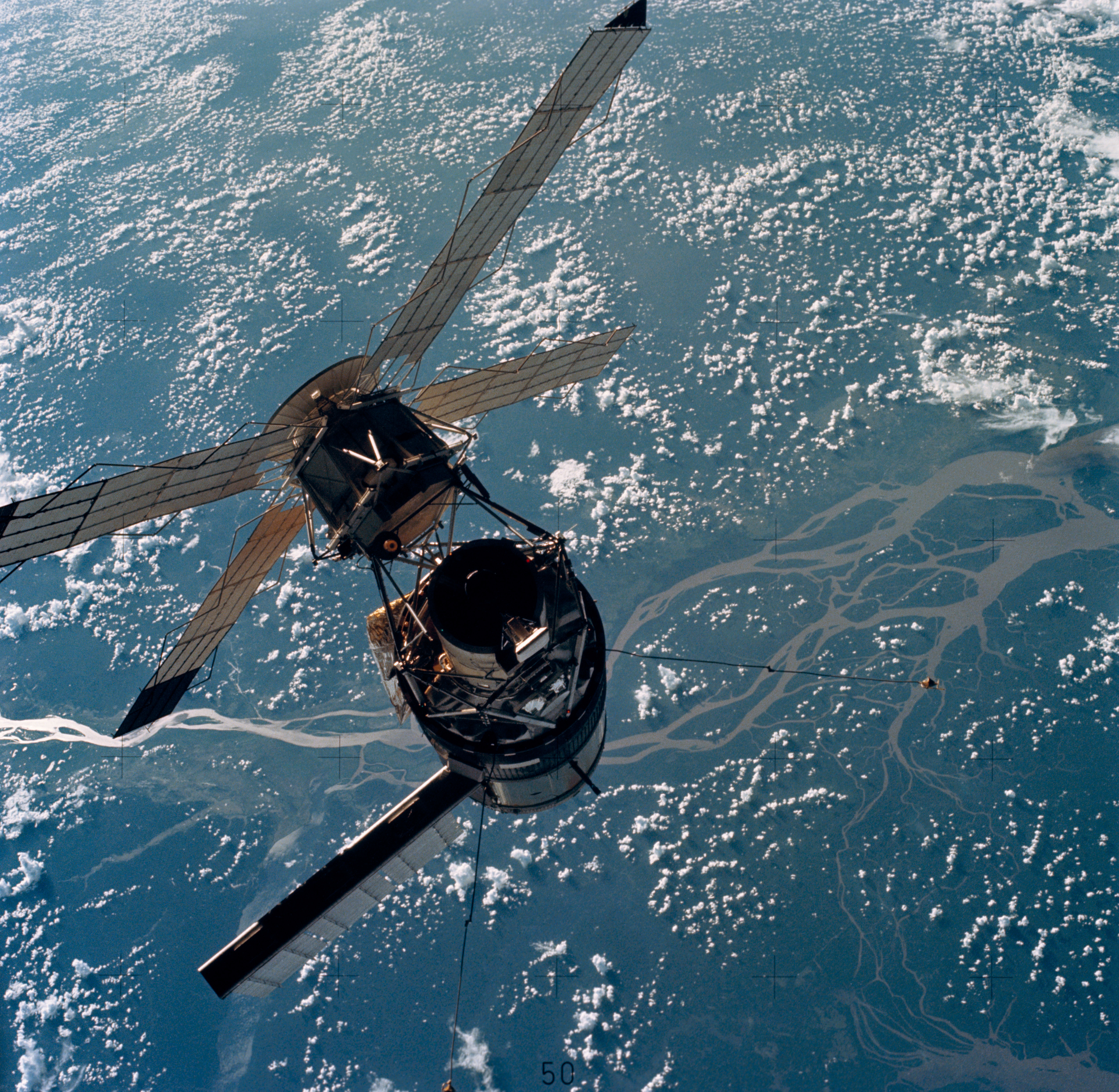
Vista Skylab 4 en vista aérea.

La insignia triangular de la expedición muestra un gran número 3 y arcoíris englobando tres áreas de estudio de los astronautas. Durante el vuelo, ellos publicaron la siguiente descripción:
« Los símbolos en la insignia se refieren a los tres grandes dominios de investigación de la misión. El árbol representa el ambiente natural del hombre y se refiere al objetivo de hacer progresar el estudio de los recursos naturales terrestres. El átomo de hidrógeno, como bloque básico de construcción del Universo, representa la exploración humana del mundo físico, su hambre de conocimiento y el desarrollo de la tecnología. Como el Sol está compuesto principalmente de hidrógeno, el símbolo hidrógeno también se refiere a la misión consagrada a la física solar. La figura humana representa a la Humanidad y su capacidad tecnológica, moderada por su sabiduría y su respeto por el medio natural. También concierne los estudios médicos sobre el hombre realizados en Skylab. El arcoiris, inspirado del pasaje bíblico del gran diluvio, simboliza la promesa ofrecida al hombre. Abraza al hombre y se prolonga hasta hasta el árbol y el átomo de hidrógeno, poniendo énfasis en el rol del hombre de bisagra entre la tecnología y la naturaleza por una aplicación humanista de nuestro conocimiento científico. »
Algunas versiones de la insignia poseen también un cometa en la curva superior debido a los estudios realizados sobre el Cometa Kohoutek, aunque aparentemente este no figuró en las insignias usadas durante el vuelo.

## Galería de imágenes

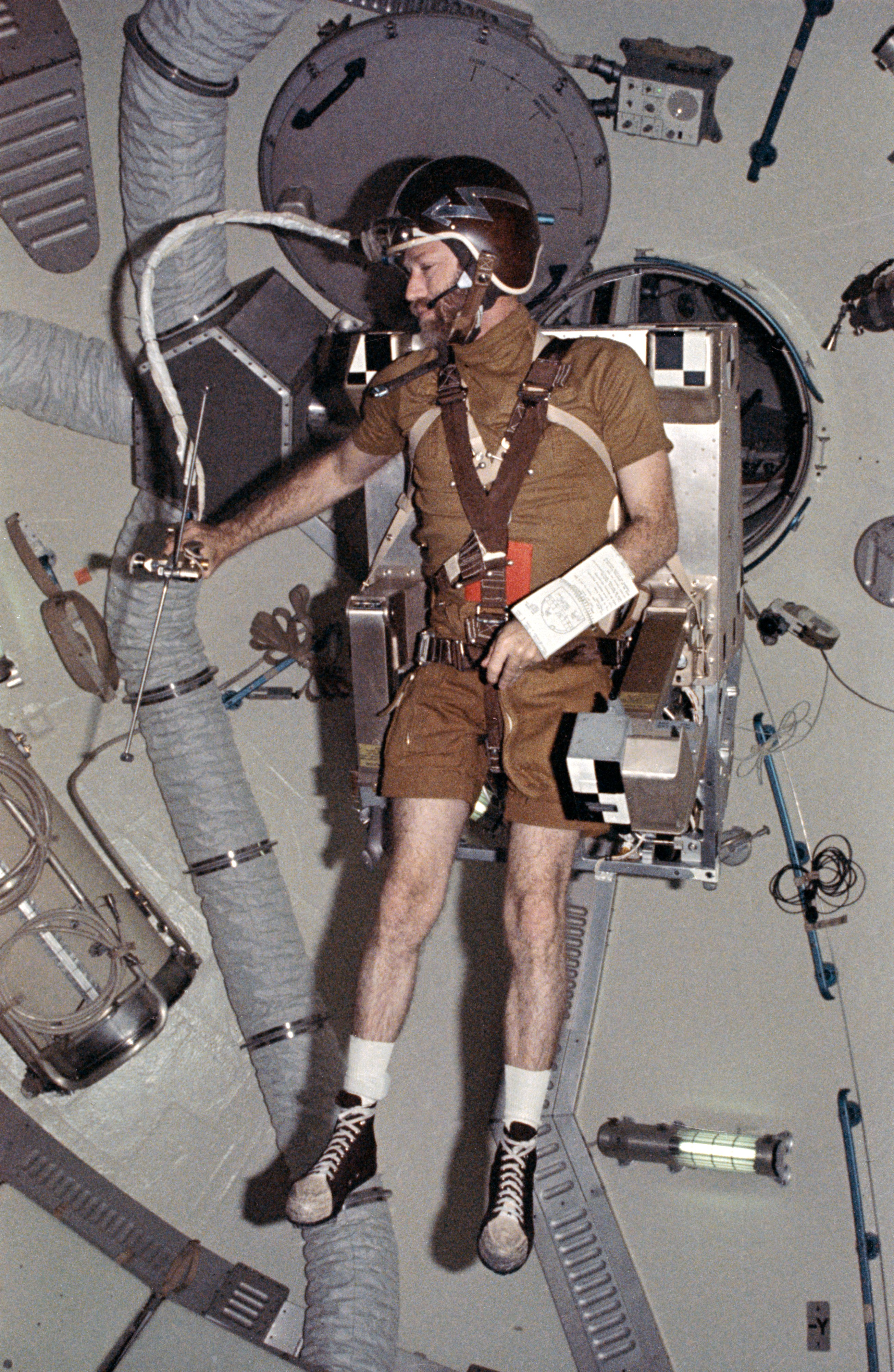
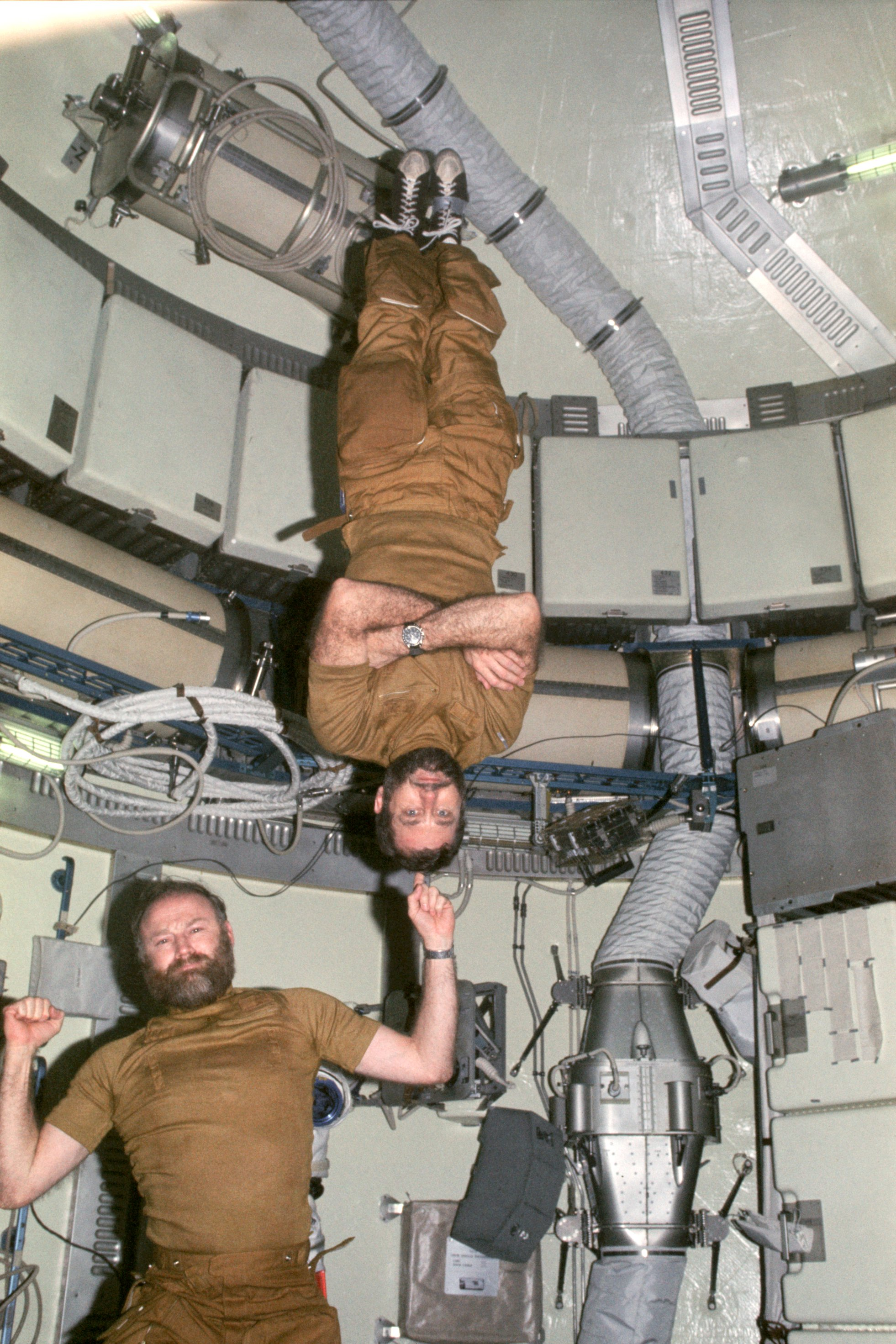
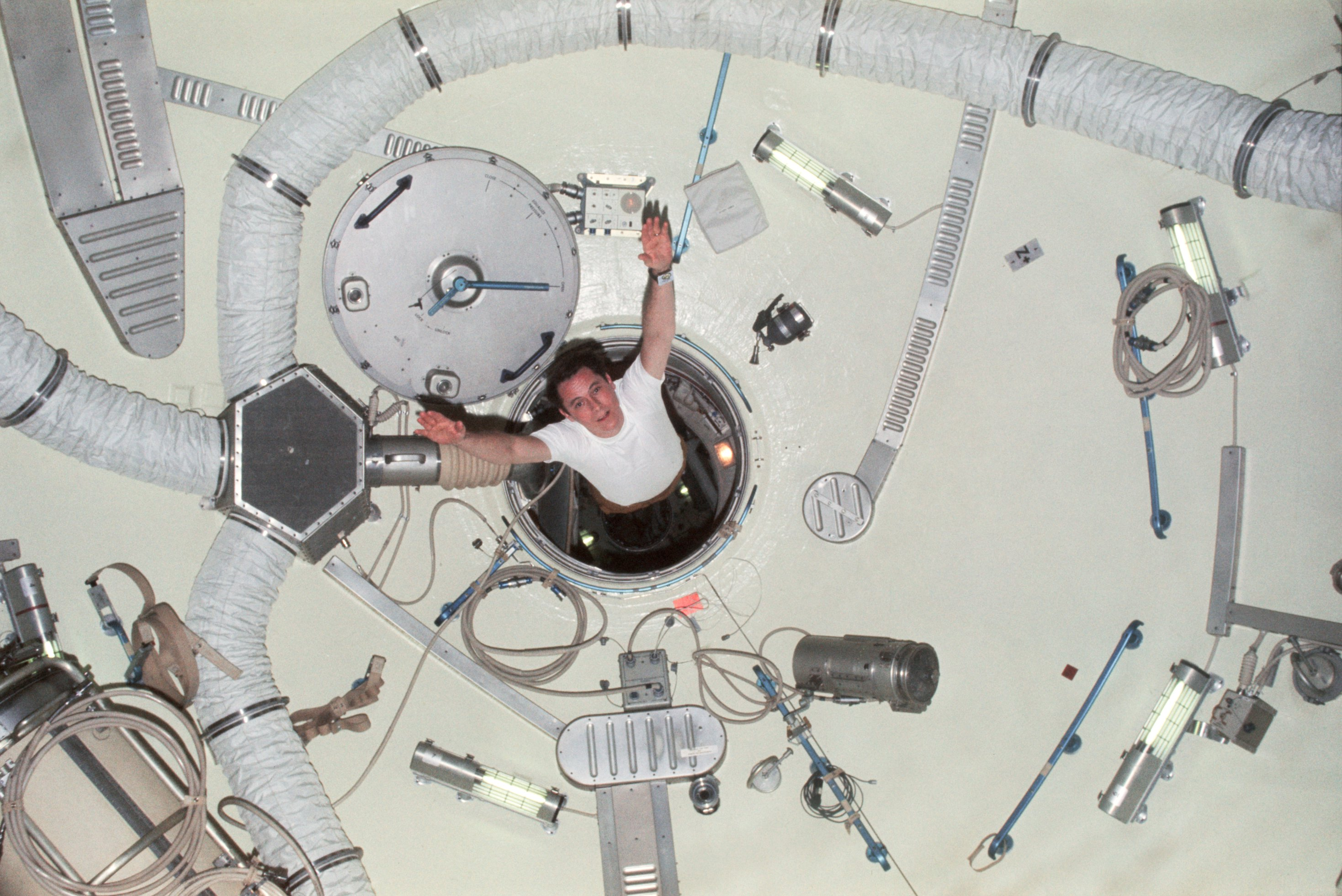
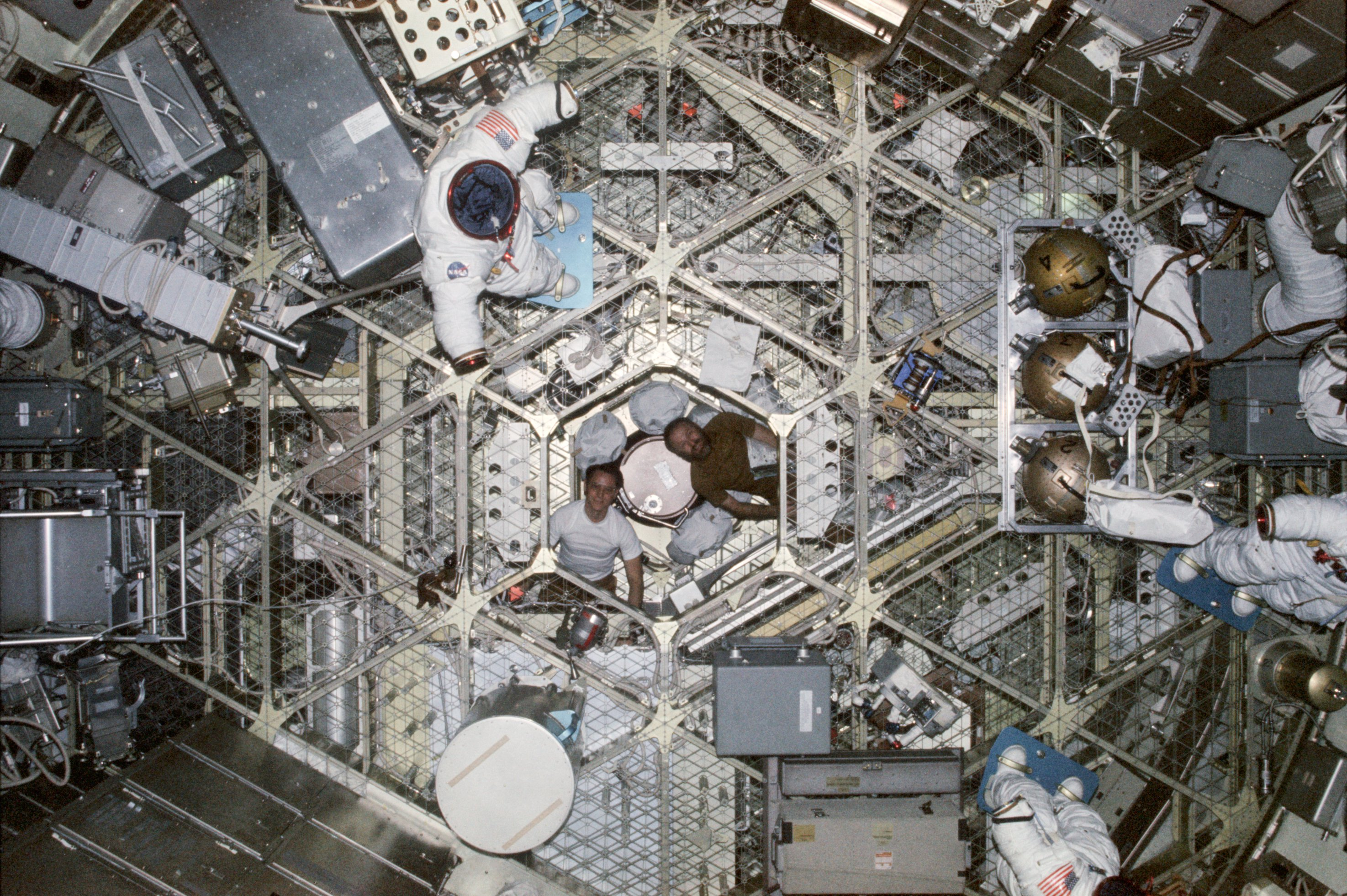
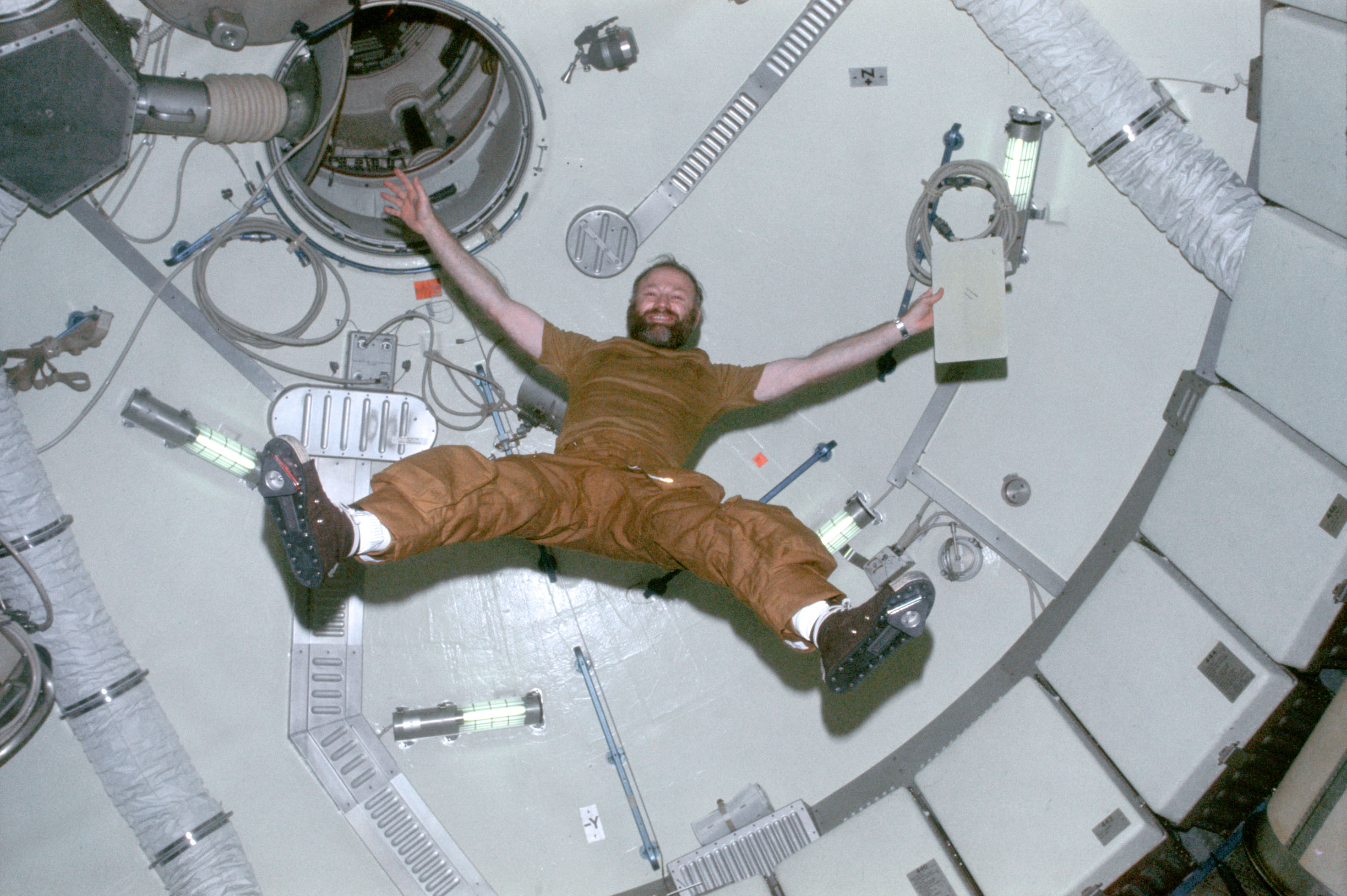
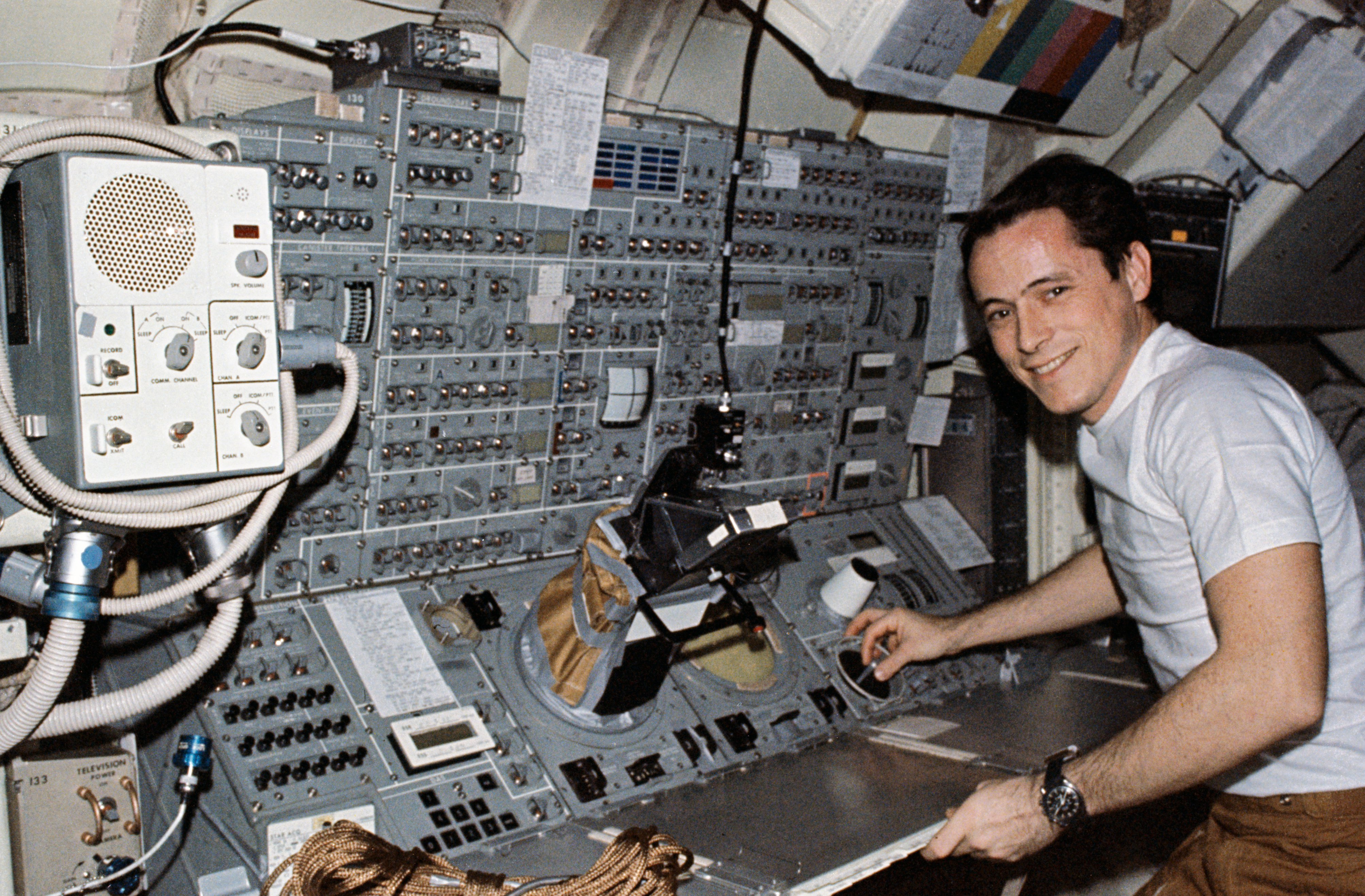